# Kafr al-Chajr
Kafr al-Chajr (arab. ‏كفر الخير‎) – miejscowość w Egipcie, w muhafazie Kafr asz-Szajch. W 2006 roku liczyła 1959 mieszkańców. We wsi znajduje się kościół koptyjski.